# Walter Marx
Walter Marx (Poprad, 20 luglio 1978) è un ex slittinista slovacco.

## Biografia
Ha rappresentato la Slovacchia ai Giochi olimpici invernali di Salt Lake City 2002 ed è stato portabandiera alla cerimonia d'apertura. Ha concorso nel doppio con il connaizonale Ľubomír Mick, classificandosi al nono posto.
Ha partecipato ai Giochi olimpici di Torino 2006, dove si è piazzato tredicesimo nel doppio, gareggiando sempre con Ľubomír Mick.
Dopo il ritiro dall'attività agonistica è divenuto allenatore di slittino.